# 彌助
彌助（日语：／ Yasuke，約1556年—？），一作彌介（日语发音与意义相同），活躍於日本安土桃山時代，是戰國大名織田信長的一位来自非洲的黑人從者:420。
他在织田信长麾下的时间仅有1581年3月至1582年6月间的一年多，此后去向不明。

## 经历

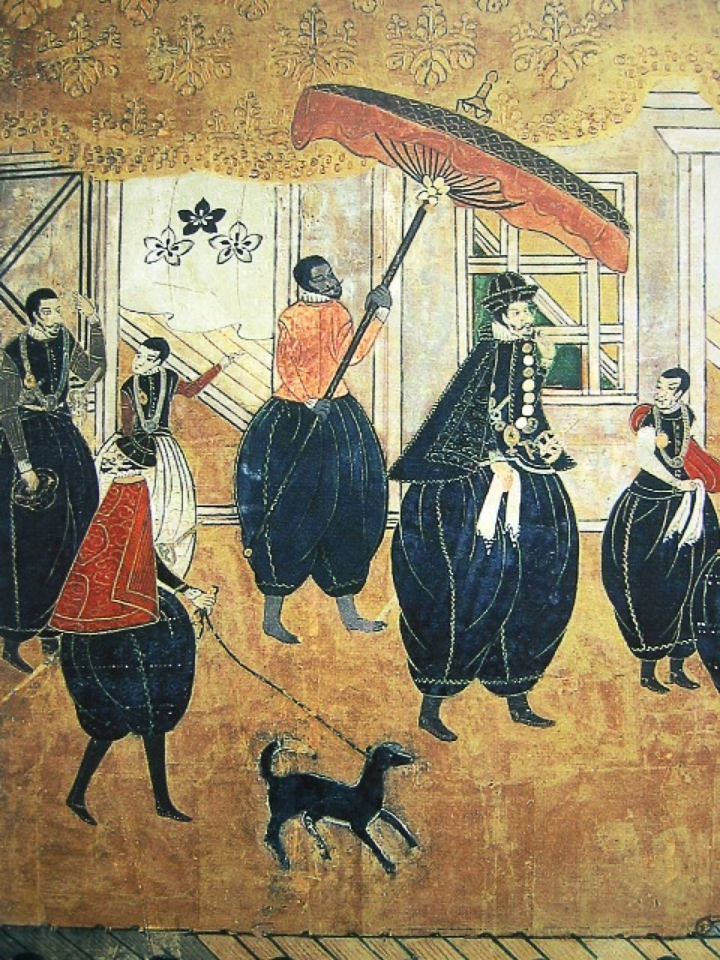
以耶稣会传教士到访日本为主题的屏风。图中可见作为白人传教士随从的黑人奴隶

根據1627年編纂成的《日本教會史》的第一卷中記載，彌助是傳教士范禮安从印度带来的奴隸:384，出生在葡属东非（今莫桑比克）:444。不過由于范禮安曾途经印度并停留较长时间，弥助究竟是被他直接从莫桑比克带来，还是先到了印度之后才成为了范礼安的奴隶，该文献中并无记述。
1581年3月27日（天正九年二月二十三日），范禮安參見了織田信長，当时弥助随行:420,421。《信長公記》記載，「自切支丹國而來之黑坊主參見。」此人年齡為26至27歲，擁有「十人的剛力」、「牛一般黑的身体」:204:259。首次见到黑人的信长起初并不相信，以为黑色的皮肤是用墨染成的，于是令其脱去上衣，清洗皮肤，结果未见皮肤洁白，只见水光闪闪:384:420,421。以上事件见于1581年4月14日路易斯·弗罗伊斯向耶稣会总会递交的年报以及他写给洛伦索·梅西亚（Lourenço Mexia）的书信。
信长在相信此人确实天生黑皮肤之后，对他表现出了很大的兴趣。信长称赞了他的健壮，并令自己的侄子给与赏赐。信长从范礼安手中购得这名黑奴，取名「彌助」，赐予他住宅和短刀，讓他做貼身侍衛，为自己持武器:311,312。信長非常器重他，甚至表现出任命他為城主的意愿。
由于信长曾与弥助聊天，可以推测弥助能说一定程度的日语，这或许得益于范礼安给他提供的教育。
在甲州征伐之后，弥助作为信长的随从参与了对原武田家领地的巡视。信长在归途中会见了德川家康，而德川家臣松平家忠记录了弥助的名字和样貌:54。
1582年6月，明智光秀發動本能寺之變，包圍信長駐紮的本能寺。當時彌助也身處本能寺。在信长自杀后，他前往其长子織田信忠所在的二條新御所报信并支援。彌助战败投降，被光秀手下的武士逮捕:420,421。光秀认为，黑人（日原文：奴）不过是动物，不明事理，更何況其並非日本人，不必处死，故而饶其活命，將其釋放並送往京都的南蛮寺安置:420,421。也有一說稱明智光秀不愿处死弥助，才編造出此一理由留其性命。另外，也有观点认为，本能寺之变当日二条新御所附近并无关于黑人的记录，弥助的供述或许缺乏可信性:73。

## 画像

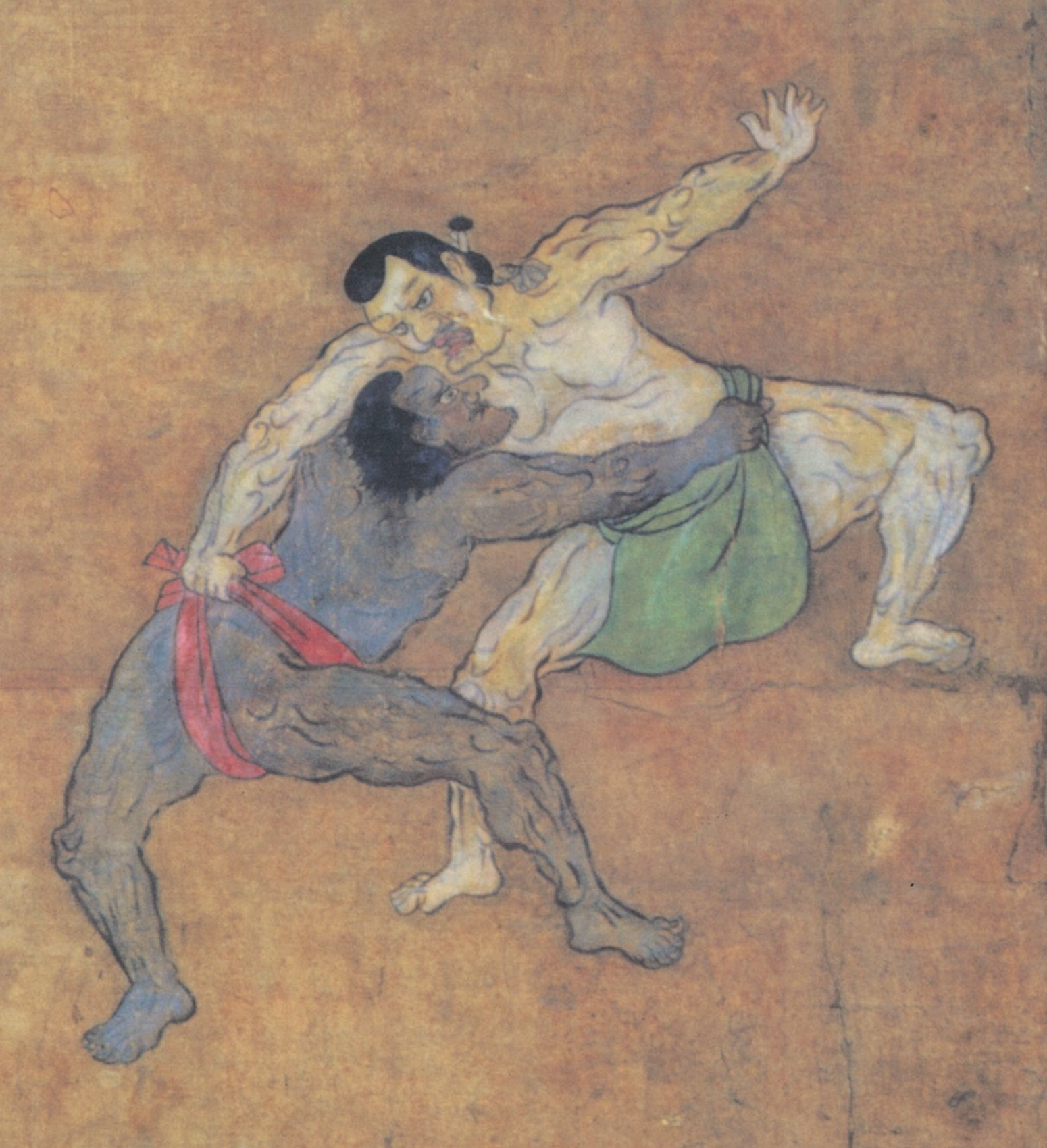
《相扑游乐图屏风》的局部。可见一位与日本武士相扑的黑人

在当时的画作中，并没有可以确证为弥助肖像的作品。
堺市博物馆所藏、创作于约1605年的《相扑游乐图屏风》上绘有一位与日本武士进行相扑的黑人。这名黑人可能是弥助；有一位身份较高的武士在观看两人相扑，可能是织田信长或丰臣秀吉:10。

## 本能寺事变之后的下落
此後彌助的下落不明。在弗罗伊斯的《日本史》中記載，在沖田畷之戰中，有馬晴信的家臣中有一位善使鐵炮的黑人參戰。电视竞猜节目《世界不思议发现》曾经给出说法，称此黑人是弥助，他与有马家的人相识，在本能寺之变后可能投奔有马家。

## 流行文化
許多文學和娛樂作品取材了彌助的故事，其中以他為主角的作品包含Netflix動畫《武士彌助》和育碧遊戲《刺客教條：暗影者》。

## 关联条目
- 日本黑人
- 日本国外出身的武士列表

### 书籍
- Jean Crasset.  上. 太陽堂書店. 1925  [2018-07-15]. （原始内容存档于2018-07-15） （日语）.
- 太田牛一.  . 新人物文庫. 由中川太古翻译. 中经出版（日语：中経出版）. 2013-10-10. ISBN 978-4046000019 （日语）.
  - 近藤瓶城（日语：近藤瓶城） (编). .  19. 近藤出版部. 1921  [2018-07-17]. （原始内容存档于2018-07-17） （日语）.
- 松平家忠（日语：松平家忠）.  2. 吉川半七. 1897  [2024-07-25]. （原始内容存档于2018-07-17） （日语）.
- 冈田正人.  . 雄山閣出版. 1999-09. ISBN 978-4639016328 （日语）.
- 藤田みどり.  . 岩波書店. 2005-05-27. ISBN 978-4000268530 （日语）.
- . 新異国叢書 上. 由村上直次郎翻译. 丸善雄松堂. 2002-07-01. ISBN 978-4841910001 （日语）.
- 咲村庵.  . ブイツーソリューション. 2017-11-01. ISBN 978-4864765350 （日语）.
- Thomas Lockley.  . 由不二淑子翻译. 太田出版. 2017-01-25. ISBN 978-4778315566 （日语）.
- 金子拓（日语：金子拓）.  . 勉诚出版（日语：勉誠出版）. 2009-10-01. ISBN 978-4585054207 （日语）.

### 其他
- , TBS电视台, 2013-06-08 （日语）
- . 葛城市历史博物馆（日语：葛城市歴史博物館）. 2007 （日语）.